# Elisabeth von Matsch
Elisabeth von Matsch, död 1446, var en schweizisk feodalherre. Hon var regerande grevinna av Toggenburg 1436-1446. 